# Euphorbia flanaganii
Euphorbia flanaganii ist eine Pflanzenart aus der Gattung Wolfsmilch (Euphorbia) in der Familie der Wolfsmilchgewächse (Euphorbiaceae).

## Beschreibung
Die sukkulente Euphorbia flanaganii wächst als sehr kleiner Strauch bis 5 Zentimeter Höhe und mit einer Wurzel, welche in den Pflanzenkörper übergeht. Der unterirdische Pflanzenkörper ist verkehrt konisch und erreicht einen Durchmesser von bis zu 5 Zentimeter. Es werden bis 3,7 Zentimeter lange Zweige ausgebildet, die um den zentralen und mit Warzen besetzten Vegetationspunkt an der Spitze des Körpers angeordnet sind. Die ausgebreiteten bis aufrechten Zweige werden bis 0,6 Zentimeter dick und sind mit Warzen besetzt. Es werden vergängliche und linealisch geformte Blätter ausgebildet, die bis 10 Millimeter lang und bis 1 Millimeter breit werden.
Die einzelnen Cyathien sind bis 4 Millimeter gestielt und erscheinen an den mittleren Zweigen. An den Blütenstielen sind zwei bis drei, etwa 3 Millimeter lange Tragblätter vorhanden. Die Cyathien werden etwa 6 Millimeter groß. Es werden vier bis fünf längliche Nektardrüsen ausgebildet. Sie stehen einzeln, haben eine gezähnten Rand und sind gelb gefärbt. Der sitzende Fruchtknoten ist behaart.

## Verbreitung und Systematik
Euphorbia flanaganii ist in Südafrika in der Provinz Ostkap an der Grenze zum ehemaligen Transkei verbreitet.
Die Erstbeschreibung der Art erfolgte 1915 durch Nicholas Edward Brown.